# Fileu (rei de Salamina)
Fileu foi um filho (ou neto) de Ájax, o Grande, rei de Salamina, e que entregou a ilha aos atenienses, obtendo cidadania ateniense em troca.
Salamina havia sido governada por Telamon. Ájax, filho de Telamon e Peribeia (ou Eribeia), filha de Acastos, morreu na Guerra de Troia, e seu meio-irmão Teucro, filho de Telamon e Hesíone, foi impedido pelo pai de voltar para Salamina, pois havia deixado Ájax ter uma morte vergonhosa.
Fileu era filho de Eurysaces, filho de Ájax, ou era filho de Ájax, sendo Eurysarces outro filho de Ájax.
Ele entregou a ilha ao atenienses, ganhando com isso a cidadania ateniense.
Durante a tirania de Pisístrato em Atenas, esta cidade e Mégara disputaram a ilha, e um dos argumentos de Sólon foi que Fileu e seu irmão Eurysaces haviam entregue a ilha a Atenas.
Milcíades, o Velho era descendente de Fileu; Pausânias menciona Milcíades e seu filho Címon como descendentes de Ájax.